# ブライアン・ウィルソン (野球)
ブライアン・パトリック・ウィルソン（Brian Patrick Wilson, 1982年3月16日 - ）は、アメリカ合衆国ニューハンプシャー州ロンドンデリー出身の元プロ野球選手（投手）。右投右打。

## 経歴

### プロ入り前
2000年にクリーブランド・インディアンスからドラフト30巡目で指名されるが契約せずルイジアナ州立大学に進学。

### ジャイアンツ時代
2003年にサンフランシスコ・ジャイアンツからドラフト24巡目で指名され契約を結んだ。
2006年4月23日にメジャーデビューし、リリーフ投手として31試合に登板した。
2007年シーズン終盤にブラッド・ヘネシーらと共にクローザーとしてテストされ、7回のセーブ機会で6回成功。登板数こそ24試合と少ないものの、防御率2.28をマークし安定感を見せた。
2008年は開幕からクローザーとして定着。前半戦だけで25セーブを稼ぎ、初めてオールスターに選出された。実質クローザー1年目で防御率こそ4.62ながら、ホセ・バルベルデに次いでナ・リーグ2位となる41セーブをマーク。チームの元クローザーであったロブ・ネンから、「クローザーとして成功するための素質が備わっている」と評された。
2009年は68試合の登板で防御率2.74・38セーブ。右打者との対戦打率が低下したことが成績向上の要因となった。
2010年はメジャー全体で最多となる48セーブをマーク。防御率も自身初の1.00台（1.81）を記録。この年は投球スタイルに変化が見られ、2009年まではフォーシームの速球：高速スライダーが7:3程度の比率であったのが、2010年は6:4程度になった。特に重要な試合ではスライダーを多投し、ワールドシリーズでの33投球中、15球がスライダーであった。
2012年は開幕直後にひじを痛めたことでトミー・ジョン手術を受け、シーズン中の復帰が絶望となった。オフにFAに。

### ドジャース時代
2013年は無所属で開幕を迎え、リハビリに専念。7月30日にロサンゼルス・ドジャースと1年契約で合意した。オフの10月31日にFAとなった。11月にはヤンキースからヒゲを理由に獲得に動かない事を明言された。12月5日、ドジャースと1年1000万ドルで契約に合意し、12月7日に球団が正式発表した。
2014年は開幕ロースター入りしたが、2試合登板後に右肘の故障で離脱。4月1日に15日間の故障者リスト入りし、4月5日にリハビリのためA+級ランチョクカモンガ・クエークスへ異動した。4月15日に故障者リストから外れた。この年は、61試合にリリーフ登板し、2勝4敗1セーブ、防御率4.66の成績だった。オフには自身が行使権を持つ年俸1000万ドルの契約オプションを行使していたが、ブランドン・マッカーシーの加入に伴い12月19日に解雇となる。また、契約オプションの行使に伴いドジャース側が翌シーズンの年俸を支払う義務があるため、他球団と翌シーズンの契約を結んだ場合、ドジャースが1000万ドルからメジャー最低保障年俸50万7500ドルを差し引いた額を支払う義務がある。

## 人物
2010年8月頃から伸ばし始めたヒゲがトレードマーク。
2006年にプエルトリコのウィンターリーグであるリーガ・デ・ベイスボル・プロフェシオナル・デ・プエルトリコで出会ったのきっかけにダラス・ブレイデンと親交があり、同じアイルランド系アメリカ人ということもあって、2007年のシーズン終了後にはアイルランドへ、2010年のシーズン終了後には日本やタイ王国へと2人で海外旅行に出ている。

## 詳細情報

### 年度別投手成績
| 年 度     | 球 団     | 登 板 | 先 発 | 完 投 | 完 封 | 無 四 球 | 勝 利 | 敗 戦 | セ 丨 ブ | ホ 丨 ル ド | 勝 率 | 打 者 | 投 球 回 | 被 安 打 | 被 本 塁 打 | 与 四 球 | 敬 遠 | 与 死 球 | 奪 三 振 | 暴 投 | ボ 丨 ク | 失 点 | 自 責 点 | 防 御 率 | W H I P |
| --------- | --------- | ----- | ----- | ----- | ----- | -------- | ----- | ----- | -------- | ----------- | ----- | ----- | -------- | -------- | ----------- | -------- | ----- | -------- | -------- | ----- | -------- | ----- | -------- | -------- | ------- |
| 2006      | SF        | 31    | 0     | 0     | 0     | 0        | 2     | 3     | 1        | 4           | .400  | 141   | 30.0     | 32       | 1           | 21       | 2     | 1        | 23       | 0     | 0        | 19    | 18       | 5.40     | 1.77    |
| 2007      | SF        | 24    | 0     | 0     | 0     | 0        | 1     | 2     | 6        | 9           | .333  | 93    | 23.2     | 16       | 1           | 7        | 0     | 1        | 18       | 0     | 0        | 6     | 6        | 2.28     | 0.97    |
| 2008      | SF        | 63    | 0     | 0     | 0     | 0        | 3     | 2     | 41       | 0           | .600  | 274   | 62.1     | 62       | 7           | 28       | 4     | 3        | 67       | 2     | 0        | 32    | 32       | 4.62     | 1.44    |
| 2009      | SF        | 68    | 0     | 0     | 0     | 0        | 5     | 6     | 38       | 1           | .455  | 303   | 72.1     | 60       | 3           | 27       | 4     | 1        | 83       | 4     | 0        | 27    | 22       | 2.74     | 1.20    |
| 2010      | SF        | 70    | 0     | 0     | 0     | 0        | 3     | 3     | 48       | 0           | .500  | 311   | 74.2     | 62       | 3           | 26       | 5     | 1        | 93       | 0     | 0        | 16    | 15       | 1.81     | 1.18    |
| 2011      | SF        | 57    | 0     | 0     | 0     | 0        | 6     | 4     | 36       | 0           | .600  | 243   | 55.0     | 50       | 2           | 31       | 0     | 2        | 54       | 2     | 0        | 20    | 19       | 3.11     | 1.47    |
| 2012      | SF        | 2     | 0     | 0     | 0     | 0        | 0     | 0     | 1        | 0           | ----  | 12    | 2.0      | 4        | 0           | 2        | 0     | 0        | 2        | 1     | 0        | 2     | 2        | 9.00     | 3.00    |
| 2013      | LAD       | 18    | 0     | 0     | 0     | 0        | 2     | 1     | 0        | 3           | .667  | 49    | 13.2     | 8        | 0           | 4        | 0     | 0        | 13       | 0     | 0        | 1     | 1        | 0.66     | 0.88    |
| 2014      | LAD       | 61    | 0     | 0     | 0     | 0        | 2     | 4     | 1        | 22          | .333  | 223   | 48.1     | 49       | 5           | 29       | 3     | 4        | 54       | 1     | 0        | 26    | 25       | 4.66     | 1.61    |
| 通算：9年 | 通算：9年 | 394   | 0     | 0     | 0     | 0        | 24    | 25    | 172      | 39          | .490  | 1649  | 382.0    | 343      | 22          | 175      | 18    | 13       | 407      | 10    | 0        | 149   | 140      | 3.30     | 1.36    |

- 太字はリーグ1位。

### タイトル
- 最多セーブ投手：1回 (2010年)

### 記録
- オールスターゲーム選出：3回 (2008年、2010年、2011年)

### 背番号
- 33 (2006年)
- 38 (2007年 - 2012年)
- 00 (2013年 - 2014年)